# ليوناردو فابيو مورينو
ليوناردو فابيو مورينو (بالإسبانية: Leonardo Fabio Moreno) (2 نوفمبر 1973 في كولومبيا - ) هو لاعب كرة قدم كولومبي في مركز الهجوم. شارك مع منتخب كولومبيا تحت 20 سنة لكرة القدم ومنتخب كولومبيا لكرة القدم. أما مع النوادي، فقد لعب مع أتلتيكو ناسيونال وأمريكا دي كالي وإنديبنديينتي سانتا في وبنيارول وديبورتيس كوينديو وديبورتيفو باستو ونادي أتليتيكو بيلغرانو ونادي أمريكا ونادي تشياباس ونادي سان لورينزو ونادي سيلايا ولوبوس لجامعة بينيمريتا ‏ ونادي ماكارا وديبورتيس توليما وBoyacá Chicó F.C. ‏ وأتليتيكو بوكارامانغا وAtlético Celaya ‏.

## وصلات خارجية
- ليوناردو فابيو مورينو على موقع الاتحاد الدولي (مؤرشف)  (الإنجليزية)
- ليوناردو فابيو مورينو على موقع قاعدة بيانات كرة القدم.إي يو (الإنجليزية)
- ليوناردو فابيو مورينو على موقع ناشيونال فوتبول تيمز (الإنجليزية)